# Aure (Norvegia)
Aure este o comună în provincia Møre og Romsdal din Norvegia. Cuprinde un număr de 15 localități.

## Localități componente[4]
| - Grisvågøy (69) - Lesund (204) - Skarsøya (198) - Kjørsvikbugen (198) - Årvågsfjord (151) | - Stemshaug (117) - Vean (61) - Aure (reședința) (857) - Vik (131) - Ertvåg (229) | - Vågos (74) - Ålmo (79) - Straumsvik (187) - Vingsternes/Høvik (110) - Fuglvåg (25) |